# 尿検査

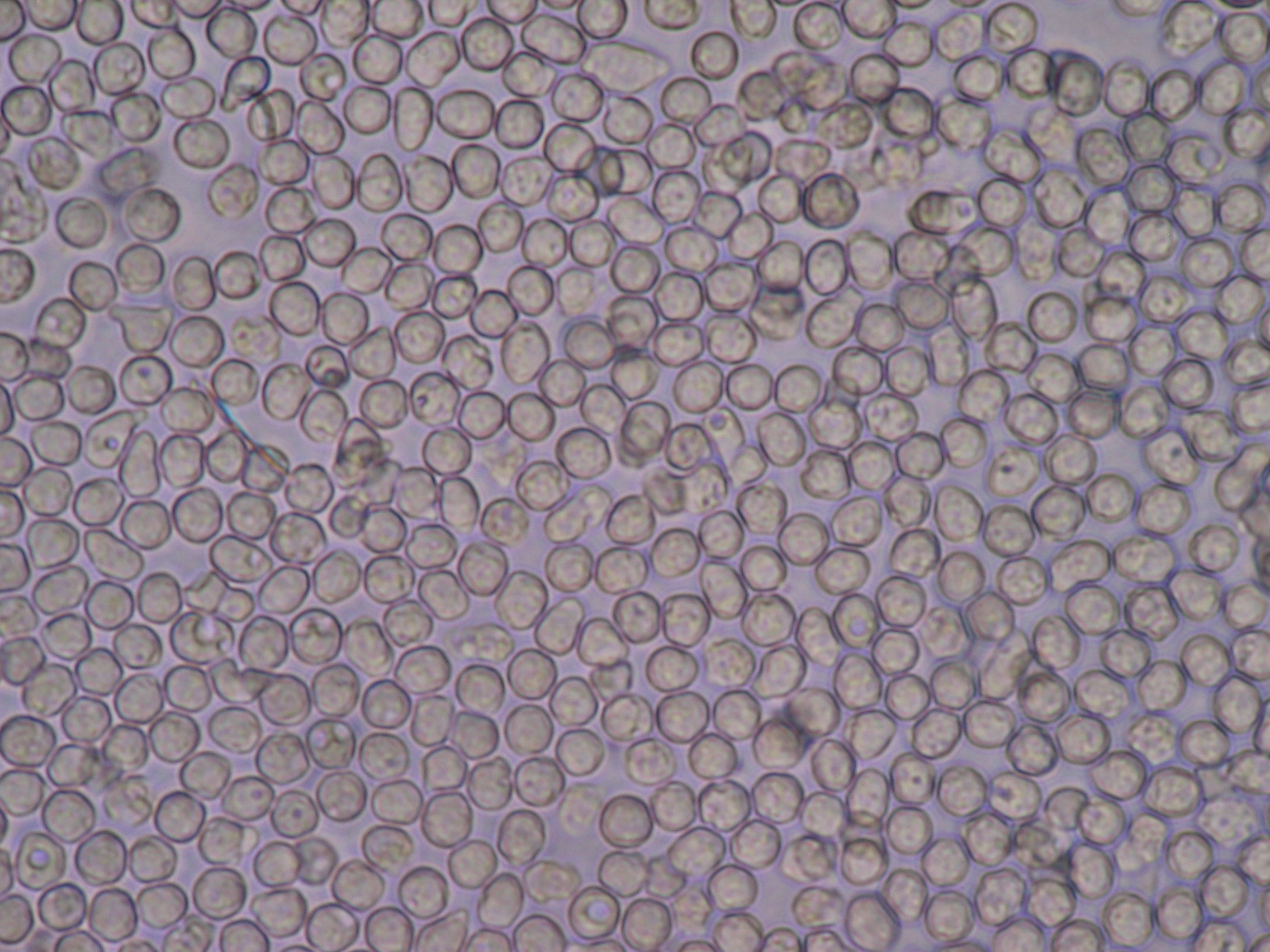
顕微鏡下での尿サンプル中の白血球（異常所見例）

尿検査（にょうけんさ、英：Urinalysis）は、尿についての多くの検査項目を含み健康診断の最も一般的な方法の一つである。尿検査の一部は検尿で行われ、結果は試験紙の変色で読み取ることができる（尿中一般物質定性半定量検査）。

## 検査項目
| 検査結果参考基準値                          | 検査結果参考基準値 | 検査結果参考基準値 | 検査結果参考基準値           |
| 測定項目                                    | 下限値             | 上限値             | 単位                         |
| ------------------------------------------- | ------------------ | ------------------ | ---------------------------- |
| 尿比重                                      | 1.003              | 1.030              | g/mL                         |
| 浸透圧                                      | 400                | n/a                | mOsm/kg                      |
| ウロビリノーゲン                            | 0.2                | 1.0                | Ehrlich units or mg/dL       |
| 赤血球（RBCs） / erythrocytes               | 0                  | 2 - 3              | per High Power Field （HPF） |
| 赤血球円柱                                  | n/a                | 0 / negative       | per High Power Field （HPF） |
| 白血球（WBCs） / leukocytes                 | 0                  | 2 / negative       | per High Power Field （HPF） |
| pH                                          | 5                  | 7                  | （unitless）                 |
| タンパク質                                  | 0                  | trace amounts      |                              |
| 糖                                          | n/a                | 0 / negative       |                              |
| ケトン類                                    | n/a                | 0 / negative       |                              |
| ビリルビン                                  | n/a                | 0 / negative       |                              |
| 血液                                        | n/a                | 0 / negative       |                              |
| 亜硝酸                                      | n/a                | 0 / negative       |                              |
| ナトリウム（Na） - per day                  | 150                | 300                | mmol / 24hours               |
| カリウム（K） - per day                     | 40                 | 90                 | mmol / 24hours               |
| カルシウム（Ca） - per day                  | 2.5                | 8.0                | mmol / 24hours               |
| リン酸（P） - per day                       | n/a                | 38                 | mmol / 24hours               |
| クレアチニン - per day                      | 4.8                | 19                 | mmol / 24hours               |
| 遊離カテコールアミン、 ドーパミン - per day | 90                 | 420                | μg/d                         |

尿は血液中の不要物や有害物、新陳代謝の老廃物などを体外へ捨てるために腎臓で濾過されて生産される。このため、身体状態を反映して水素イオン指数（pH）や成分が変化することが知られており、内科の診断では主要な検査対象となる。
血液やリンパ液、組織液、細胞液などのpHは、ホメオスタシス（恒常性維持機能）によって通常pH7.4±0.05に維持されている。一方、尿は体液ではないため、pHはある程度の範囲で変動し、一般に尿は弱酸性であるが、アルカリ性食品を多く摂取したりすることで、アルカリ性になったまま低下しなくなることがよくある。
尿にタンパク質が含まれる場合（タンパク尿）、腎疾患や尿路系の異常、糖では糖尿病、血液では尿路系の炎症や結石が疑われる。ただし、これらは疾患がなくても疲労による原因である場合もある。ウロビリノーゲンの量や尿の比重も臓器の疾患を示唆する。ウイルス、細菌が混じる場合には泌尿器系の感染症が疑われる。薬物・毒物等を摂取した場合には固有の代謝産物が検出される。妊娠した女性からはヒト絨毛性ゴナドトロピン（HCG）という特有のホルモンが検出される。
簡単な尿検査は試薬を用いて色の変化や沈殿の有無を調べるもので、妊娠の検査であれば数分程度で確認できる。近年では質量分析の発展によってきわめて微量の成分でも検出が可能となっており、スポーツ競技でのドーピング検査などで使用されている。
アニサキスがガンの部位に集まる習性を利用し、カエノラブディティス・エレガンスを使って尿によるがん検診を可能とする研究が行われている。

## 採尿
高校生以下の学校検診の場合は、事前に採尿容器を配り、当日朝に自宅で採尿して提出する形となる。これは、小学生〜高校生にあたる思春期前後の年齢に限っては体位性蛋白尿の頻度が高いので、前夜就眠前完全排尿後の早朝第一尿を採尿する必要があるためである。
成人においてはその必要はないため、大学や職場の健康診断では、当日に採尿容器を配り、大学、会社、健康診断センター等の指定されたトイレで採尿する場合が多い。男性は洋式では採尿しにくいため通常小便器で採尿を行うことや、多くの人が一斉に採尿を行うために回転効率の向上を目的に男性採尿用トイレは複数個の小便器のみが設置されている場合も多い。女性は生理中の場合、尿に血液が混ざり、尿潜血反応が陽性となってしまう。そのため、生理による血液での異常値なのか病気による異常値なのか判断がつかないため、生理中の検査は推奨されない。
また、一部のトイレでは、前立腺がん、前立腺肥大症、膀胱がん、慢性腎不全などの尿疾患を早期発見するために、尿の勢い・排尿量・排尿時間を測定するに尿流量測定機能が取り付けられた便器も存在する。
海外赴任での一部の国で勤務する時や、成人の体育会系公式競技では、ドーピング確認のため、監視員の監視の元、指定のトイレで採尿する。男性の場合、小便器の前に立ち上半身の着衣は胸まで上げ、ズボン、下着を下げ、小便器からある程度距離を取り、やや検査員の方に体を傾けて片方の手で採尿容器を持ち採尿する。採尿の間はDCO（ドーピング検査員）が斜め横から本人の陰茎から排尿されているのを確認する。
包皮の中に細工がされていないよう、包茎の場合もその場で包皮は剥くことが望まれる。女性の場合も洋式便器もしくは和式便器で中腰になり、男性同様上半身の着衣は胸まで上げ、ズボン、下着を下げる。採尿容器を片手で持ち採尿する。採尿の間はDCOが被験者の前に立ち、本人の身体から排尿されているのを確認する。
また、検査精度を高めるために中間尿を用いる必要がある。出始めの尿は、尿路系以外からの混入物（女性では膣や外陰部からの細胞や細菌・分泌物、男性では精液などに由来する精子や分泌物など）を多く含み検査結果に影響を及ぼすことがあるためである。 生理中の尿でも検査はできるが、正しい判定ができない項目もある。